# Vesioli (Shovguénovski, Adiguesia)
Vesioli (del ruso: Веселый) es un jútor del raión de Shovgenovski en la república de Adiguesia de Rusia. Está situado en la orilla izquierda del río Ulka, 14 km al oeste de Jakurinojabl y 50 km al noroeste de Maikop, la capital de la república. Tenía 283 habitantes en 2010.
Pertenece al municipio Zarióvskoye.